# Batin Tikal
Batin Tikal is een bestuurslaag in het regentschap Pangkal Pinang van de provincie Bangka-Belitung, Indonesië. Batin Tikal telt 2699 inwoners (volkstelling 2010).